# Juan Natalicio González Paredes
Juan Natalicio González Paredes (Villarrica, 8 settembre 1897 – 16 dicembre 1966) è stato un politico paraguaiano.
È stato Presidente del Paraguay in carica dal 15 agosto 1948 al 30 gennaio 1949.